# Vrbovka ptačincolistá
Vrbovka ptačincolistá (Epilobium alsinifolium) je druh rostliny z čeledi pupalkovité (Onagraceae).

## Popis
Jedná se o vytrvalou rostlinu dosahující výšky nejčastěji 7–35 cm. Oddenky jsou dlouhé, v létě se vytváří podzemní výběžky s oddálenými páry žlutavých šupinovitých listů. Lodyha je jednoduchá nebo zřídka chudě větvená, často vystoupavá, lysá jen se 2 málo zřetelnými pýřitými liniemi, často je načervenalá, vrchol bývá často převislý. Listy jsou vstřícné, jen horní střídavé, krátce řapíkaté. Čepele jsou nejčastěji vejčité až vejčitě či kosočtverečně kopinaté, tmavě zelené, na líci lesklé, asi 2–4 cm dlouhé a 1–1,5 cm široké, celokrajné nebo nevýrazně zubaté, s 6–10 zuby na každé straně listu. Květy jsou uspořádány v květenstvích, vrcholových hroznech a vyrůstají z paždí listenu, květenství je chudé, obsahuje nejčastěji 2–5 květů. Květy jsou čtyřčetné, kališní lístky jsou 4, nejčastěji 4–5 mm dlouhé. Korunní lístky jsou taky 4, jsou nejčastěji 7–12 mm dlouhé, na vrcholu hluboce vykrojené, světle nachové barvy. Ve střední Evropě kvete nejčastěji v červenci až v srpnu. Tyčinek je 8 ve 2 kruzích, prašníky jsou 0,7–0,11 mm dlouhé. Semeník se skládá ze 4 plodolistů, je spodní, čnělka je přímá, blizna je celistvá, kyjovitá. Plodem je 4–6 cm dlouhá tobolka, je bez přitisklých nežláznatých chlupů, odstále žláznatá, za zralosti olysává zcela, v obrysu čárkovitého tvaru, čtyřhranná a čtyřpouzdrá, otvírá se 4 chlopněmi, obsahuje mnoho semen. Semena jsou cca 1,4–1,5 mm dlouhá, na vrcholu s chmýrem a relativně dlouhým průsvitným límečkovitým přívěskem, osemení je hladké. Počet chromozómů je 2n=36.

## Rozšíření ve světě
Vrbovka ptačincolistá roste v různých evropských pohoří, jako velehory Pyrenejského poloostrova, Pyreneje, Jura, Vogézy, Černý les, Alpy, některá hercynská pohoří, Apeniny, Balkán. V severní Evropě roste ve Skotsku, Skandinávii a na poloostrově Kola. Dále ji najdeme na Faerských ostrovech a Islandu a ojediněle i v Grónsku.

## Rozšíření v Česku
V ČR je vzácný druh vysokohorských pramenišť, a břehů horských potůčků. Je známa ze Šumavy, Krušných hor, Krkonoš, Králického Sněžníku a Hrubého Jeseníku. V článku Distribution of Epilobium alsinifolium in the Czech Republic chybí údaj z Krušných hor v oblasti Klínovce 